# Ерих Линхоф
Ерих Линхоф (Костшин на Одри, 23. април 1914 — Берлин, 22. децембар 2006) био је немачки атлетичар специјалиста за трку на 400 метара средином 1930-их.
На Европском првенству 1938. у Паризу, био је трећи на 400 метара (48,8 с) и европском првак са немачком штафетом 4 × 400 метара  (3:13,7 мин).
На првенствима Немачке 1937. и 1938. Ерих Линхоф је немачки првак на 400 метара, а 18. јуна 1938. поставио је у Котбусу национални рекорд са 47,3 с. Године 1938, 1940. и 1941. постао је немачки првак са штафетом  4 × 400 м.
Од 1933. године, живео је у Берлину и постао пилот у Луфтвафеу. После Другог светског рата запослио се у берлинском Knesebeckstraße за производњу канцеларијског материјала.